# Українське (Пологівський район)
Украї́нське — село в Україні, в Пологівському районі Запорізької області. Входить до складу Пологівської міської громади. Населення становить 298 осіб. До 2018 орган місцевого самоврядування — Інженерненська сільська рада.

## Географія
Село Українське знаходиться на правому березі річки Кінська, вище за течією на відстані 0,5 км розташоване село Івана Франка, нижче за течією на відстані 0,5 км розташоване село Багате, на протилежному березі — село Інженерне.

## Історія
- 1923 — рік заснування, як хутір Український, потім перейменоване на хутір Зелене Поле.
- 1956 року перейменоване в село Українське.
- 12 червня 2020 року, відповідно до розпорядження Кабінету Міністрів України № 713-р «Про визначення адміністративних центрів та затвердження територій територіальних громад Запорізької області», увійшло до складу Пологівської міської громади[1].
- 19 липня 2020 року, в результаті адміністративно-територіальної реформи та ліквідації  Пологівського(1923-2020) району увійшло до складу новоутвореного Пологівського району[2].

## Населення

### Мова
Розподіл населення за рідною мовою за даними перепису 2001 року:
| Мова       | Кількість | Відсоток |
| ---------- | --------- | -------- |
| українська | 281       | 94.30%   |
| російська  | 15        | 5.02%    |
| білоруська | 1         | 0.34%    |
| румунська  | 1         | 0.34%    |
| Усього     | 298       | 100%     |